# Chaubardiella
Chaubardiella é um género botânico pertencente à família das orquídeas (Orchidaceae). Foi proposto por Garay, em Orquideologia, Revista de la Sociedad Colombiana de Orquideología,  4: 146, em 1969. A espécie tipo é a Chaubardiella tigrina (Garay & Dunst.) Garay, anteriormente descrita como  Chaubardia tigrina Garay & Dunsterville. O nome do gênero é uma referência a sua semelhança com as espécies do gênero Chaubardia.
Trata-se de gênero com oito pequenas espécies epífitas de crescimento cespitoso, que habitam as florestas tropicais quentes e úmidas da América Central e do Norte da crescimento cespitoso. Somente uma espécie é citada para o Brasil.
A despeito do que o nome do gênero indica, na realidade não se parecem muito com Chaubardia mas sim são parentes próximas de Cochleanthes, e, como estas, não possuem pseudobulbos.
São plantas, de rizoma curtissímo, com leques de folhas à maneira de Huntleya, onde o pseudobulbo foi substituído por um nódulo no qual ficam inseridas as Baínhas das numerosas folhas, estas eretas, flácidas, herbáceas, fasciculadas e equitantes. Como em Huntleya sua inflorescência é solitária, emergindo das Baínhas das folhas inferiores.
As flores são carnosas, vistosas, em regra de cores fortes, e podem resupinar ou não. As sépalas são parecidas entre si e com as pétalas, entretanto as últimas são algo menores e por vezes curvadas sobre a coluna ou com as margens enroladas para trás na parte inferior, conferindo-lhes aparência claviforme. O labelo costuma ser conchiforme, em regra com margens lisas, raro fimbriadas, na base apresentando calo parecido aos de Cochleanthes, porém mais inteiro ou de margens levantadas formando uma espécie de tubo com a coluna. Esta é bastante curta, espessa, larga, carnosa, elmiforme, comportando grande antera terminal que contém dois pares de polínias cerosas desiguais.

## Lista de espécies
- Chaubardiella chasmatochila
- Chaubardiella dallessandroi
- Chaubardiella heteroclita
- Chaubardiella hirtzii
- Chaubardiella klugii
- Chaubardiella pacuarensis Jenny 1989.
- Chaubardiella pubescens Ackerman 1981.
- Chaubardiella subquadrata (Schltr.) Garay 1969.
- Chaubardiella surinamensis
- Chaubardiella tigrina